# 前潟站
前潟站（日语：／ Maegata eki */?）是一座位於岩手縣盛岡市上廚川前潟的東日本旅客鐵道（JR東日本）田澤湖線的鐵路車站。
此站是盛岡市的請願站，由市政府承擔總工程費約11億日圓，並包括向國家交付金與AEON MALL寄付金2億日圓。

## 歷史
- 2020年（令和2年）
  - 1月16日：盛岡市向JR東日本提出對車站設置的請願書[7]。
  - 8月：盛岡市與JR東日本締結關於車站設置的基本協定[6]。
  - 10月：盛岡市與JR東日本締結車站的設計協定[6]。
- 2021年（令和3年）
  - 2月25日：盛岡市與AEON MALL（日语：イオンモール）締結就該站的整備的協定[5]。
  - 8月：完成車站的詳細設計[8]。
  - 12月：車站開工[9]。
- 2022年（令和4年）
  - 1月27日：站名確定為「前潟站」[2]。
  - 4月27日：舉辦安全祈願祭[10]。
- 2023年（令和5年）
  - 3月18日：開業[1][3][4]。
  - 5月27日：啟用IC卡「Suica」[11]。

## 車站構造
設有4輛編組，長約85米的側式月台1面1線的地面車站（設有屋頂的部分只有2輛編組約40米）。站舍為鋼結構平房，約15平方米的候車室。
盛岡站管理的無人站。設有簡易Suica閘機。然而，該站不設置自動售票機與乘車站證明書發行機。

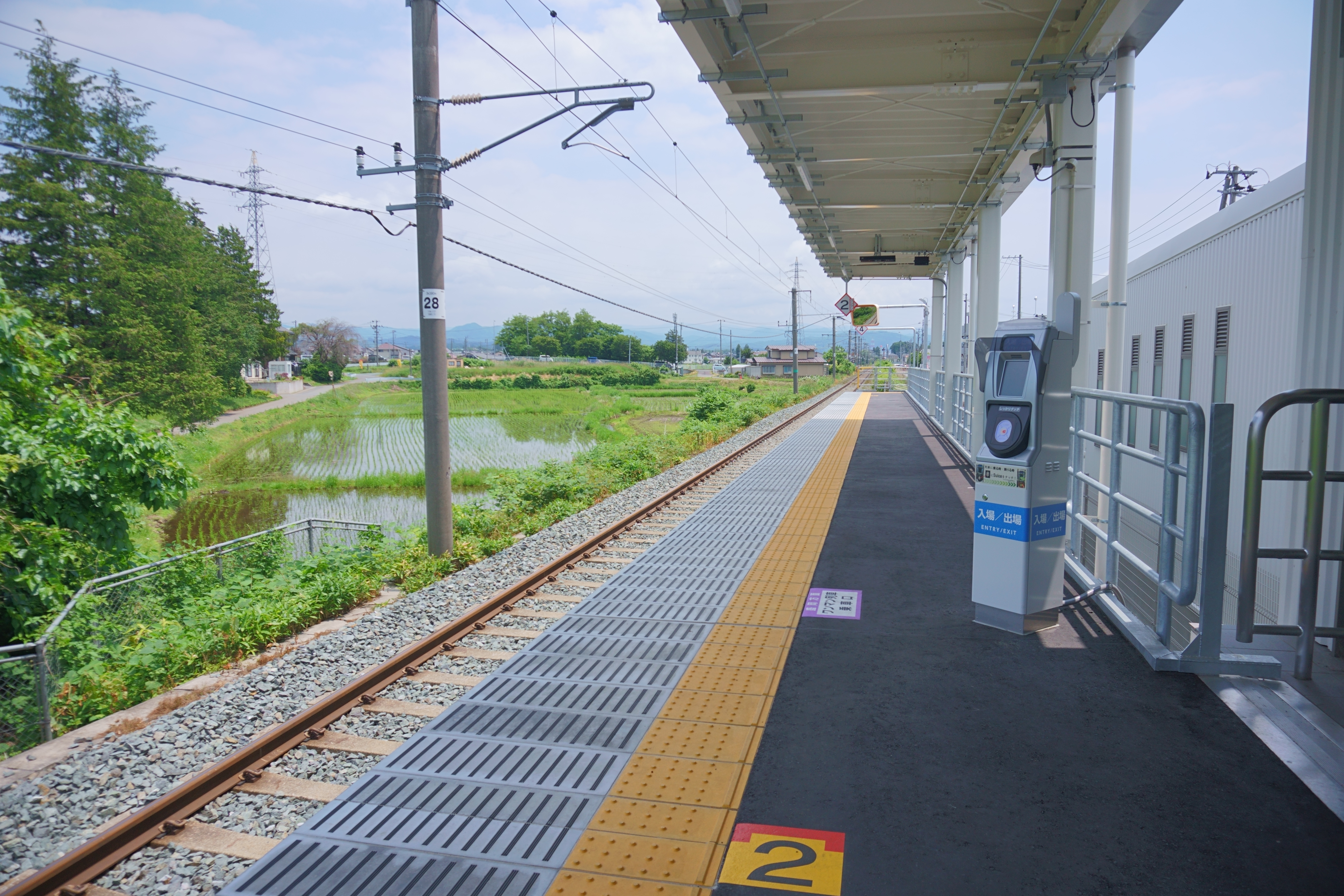
設有Suica簡易閘機的月台（2023年6月）
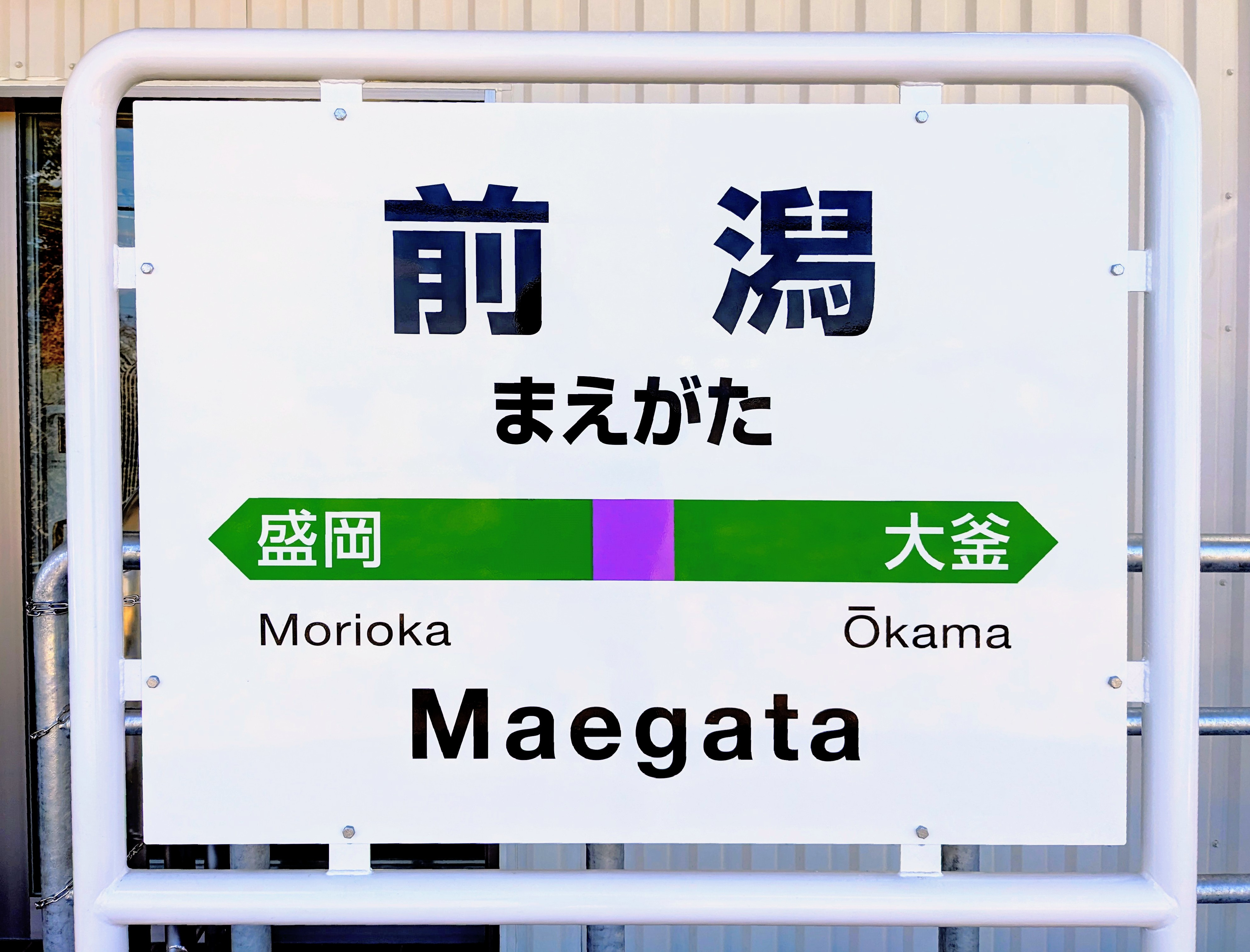
站名牌（2023年3月）

## 相鄰車站
東日本旅客鐵道
■田澤湖線
大釜－前潟－盛岡

### 來源
1. 1 2 3 4 5   (PDF) (新闻稿). 盛岡市／東日本旅客鉄道盛岡支社・東北建設プロジェクトマネジメントオフィス. 2022-12-16. （原始内容 (PDF)存档于2022-12-16）.
2. 1 2   (PDF) (新闻稿). 東日本旅客鉄道盛岡支社. 2022-01-27. （原始内容 (PDF)存档于2022-01-27）.
3. 1 2   (PDF) (新闻稿). 東日本旅客鉄道盛岡支社: 3. 2022-12-16. （原始内容 (PDF)存档于2022-12-16）.
4. 1 2  . 岩手日日 (岩手日日新聞社). 2023-03-19. （原始内容存档于2023-03-19）.
5. 1 2   (PDF) (新闻稿). 盛岡市／イオンモール. 2021-02-25. （原始内容 (PDF)存档于2021-02-25）.
6. 1 2 3  . 盛岡タイムス (盛岡タイムス社). 2021-02-26  [2021-04-27]. （原始内容存档于2021-02-27）.
7. 1 2  . 岩手日報. 2020-01-18. （原始内容存档于2020-05-18）.
8. 1 2 3  . 朝日新聞 (朝日新聞社). 2021-12-02. （原始内容存档于2021-12-04）.
9. 1 2  . 岩手日日 (岩手日日新聞社). 2022-01-04. （原始内容存档于2022-01-09）.
10. ↑  . 岩手 NEWS WEB. NHK. 2022-04-27  [2022-05-03]. （原始内容存档于2022年5月3日）.
11. 1 2   (PDF) (新闻稿). 東日本旅客鉄道盛岡支社・秋田支社. 2022-12-12. （原始内容 (PDF)存档于2022-12-12）.
12. ↑  . 東日本旅客鉄道.   [2023-04-30]. （原始内容存档于2023-03-17）.

## 外部連結
- 車站資訊（前潟）：東日本旅客鐵道